# Landtagswahl in der Oblast Ternopil 2009
Die Landtagswahl in der Oblast Ternopil 2009 fand am 15. März 2009 statt. Diese Wahlen waren vorgezogene Wahlen. Die Wahlen fanden nach dem Verhältniswahlsystem mit einer Sperrklausel von 3 % statt. Den Wahlsieg errang die Allukrainische Vereinigung „Swoboda“, die 50 von 120 Mandaten erhielt. Insgesamt zogen sieben politische Parteien in die neue Zusammensetzung des Regionalrats ein.

## Ergebnisse
| Nr.       | Partei oder Block                    | Stimmen „Dafür“ | In %  | +/- Prozent im Vergleich zu den vorherigen Wahlen | Sitze | +/- Sitze im Vergleich zu den vorherigen Wahlen |
| --------- | ------------------------------------ | --------------- | ----- | ------------------------------------------------- | ----- | ----------------------------------------------- |
| 1         | Allukrainische Vereinigung „Swoboda“ | 154 325         | 34,69 | > +32                                             | 50    | +50                                             |
| 2         | Geeinte Mitte                        | 63 207          | 14,20 | n/a1                                              | 20    | +20                                             |
| 3         | Partei der Regionen                  | 43 616          | 9,80  | +8,2                                              | 14    | +14                                             |
| 4         | Blok Juliji Tymoschenko              | 36 067          | 8,12  | -26,37                                            | 123   | -32                                             |
| 5         | Ukrainische Volkspartei              | 35 544          | 7,99  | -0,66                                             | 11    | -2                                              |
| 6         | Nascha Ukrajina                      | 24 599          | 5,50  | -25,77                                            | 8     | -30                                             |
| 7         | Blok Lytwyna                         | 16 026          | 3,58  | > +1                                              | 5     | +5                                              |
| Insgesamt | 444 882                              | 100%            | -     | 120                                               | -     |                                                 |